# Giuseppe Are
Giuseppe Are (Orani, 25 marzo 1930 – Pisa, 9 aprile 2006) è stato uno storico italiano.

## Biografia
Allievo ordinario della Scuola Normale Superiore di Pisa, condusse lì i suoi studi sotto la guida di Delio Cantimori, fino al conseguimento del diploma interno. Discusse la sua tesi di laurea presso l'Università degli Studi di Pisa con Ettore Passerin d'Entrèves.
Fece parte dal 1950 del gruppo dei Giovani Storici del PCI, ma nel 1956 fu tra i protagonisti della "diaspora" degli intellettuali da quel Partito: nella sua critica il problema centrale che "la discussione all’interno del Pci lasciava senza risposta era quello dei modi in cui i partiti della classe operaia potevano giungere a conquistare il potere all’interno dei paesi occidentali più avanzati: laddove le teorie leniniste dovevano necessariamente essere riesaminate criticamente, prime tra tutte quelle sul ruolo del partito e dello Stato-guida".
Dal 1970, per 35 anni, è stato titolare della cattedra di Storia contemporanea presso la Facoltà di Scienze Politiche dell'Ateneo pisano. Ha insegnato all'Università di Pisa e presso il St. Antony's College dell'Università di Oxford.
Ha condotto ricerche presso alcune delle maggiori istituzioni nazionali e internazionali, dedicando i suoi studi alle origini dello sviluppo industriale italiano e alla collocazione internazionale dell'economia italiana. Si è occupato principalmente di tre principali filoni di ricerca: le trasformazioni del capitalismo italiano, il Partito Comunista Italiano, l'istruzione superiore universitaria, dedicando a questi argomenti oltre quindici volumi e oltre cento saggi scientifici.
Collaboratore per trent'anni del Sole 24 Ore e fin dalla sua fondazione del supplemento culturale domenicale della medesima testata, ha collaborato con The Wall Street Journal, il Corriere della Sera, La Nazione, Il Resto del Carlino, Il Piccolo. Significativa la sua collaborazione alla rivista il Mulino.

## Opere principali
- I cattolici e la questione sociale in Italia: 1894-1904, Milano, Feltrinelli (1963)
- Il problema dello sviluppo industriale nell'età della Destra, Pisa, Nistri Lischi (1965)
- Alle origini dell'Italia industriale, Napoli, Guida (1974)
- Economia e politica nell'Italia liberale, 1890-1915, Bologna, il Mulino (1974)
- L'Italia nella politica internazionale, Bologna, il Mulino (1974)
- Industria e politica in Italia, Roma-Bari, Laterza (1975)
- L'Italia e i mutamenti internazionali 1971-1976, Firenze, Vallecchi (1977)
- Perché l'università? Le basi culturali per la riforma dell'università, Torino, Giappichelli (1978)
- Radiografia di un partito, Milano, Rizzoli (1980)
- Gli anni della discordia, Milano, Longanesi (1982)
- La scoperta dell'imperialismo: il dibattito nella cultura italiana del primo Novecento, Roma, Lavoro (1985)
- Carbosarda: attese e delusioni di una fonte energetica nazionale, Milano, F. Angeli (1989)
- L'università nella società globale: sviluppo e culture in conflitto, Venezia, Marsilio (2002)

## Raccolte di saggi
- Comunismo, compromesso storico e società italiana (2005)
- Stato e mercato nella modernizzazione italiana (2009)